# JR Central série HC85
La série HC85 (HC85系, HC85-kei) est un type d'autorail diesel-électrique exploitée par la compagnie JR Central.

## Description
La série HC85 a été développée pour remplacer la série KiHa 85. Les rames construites par Nippon Sharyo comportent 4 voitures (11 rames) ou 2 voitures (5 rames) couplables entre-elles. La motorisation est de type diesel-électrique, où les moteurs diesel entrainent une génératrice de courant, qui, à son tour, alimente des moteurs électriques de traction.
L'aménagement intérieur de compose de sièges transversaux, en disposition 2+2, équipés des prises de courant. Un espace réservé aux usagers en fauteuil roulant est disponible dans une des voitures.

## Histoire
Les premières rames de la série HC85 sont entrées en service le 1er juillet 2022.
La série a remporté un Blue Ribbon Award en 2023.

## Services
Les rames effectuent les services express Hida entre Nagoya et Takayama. Elle sont introduites sur les services Nanki à partir de l'été 2023,.

## Galerie photos

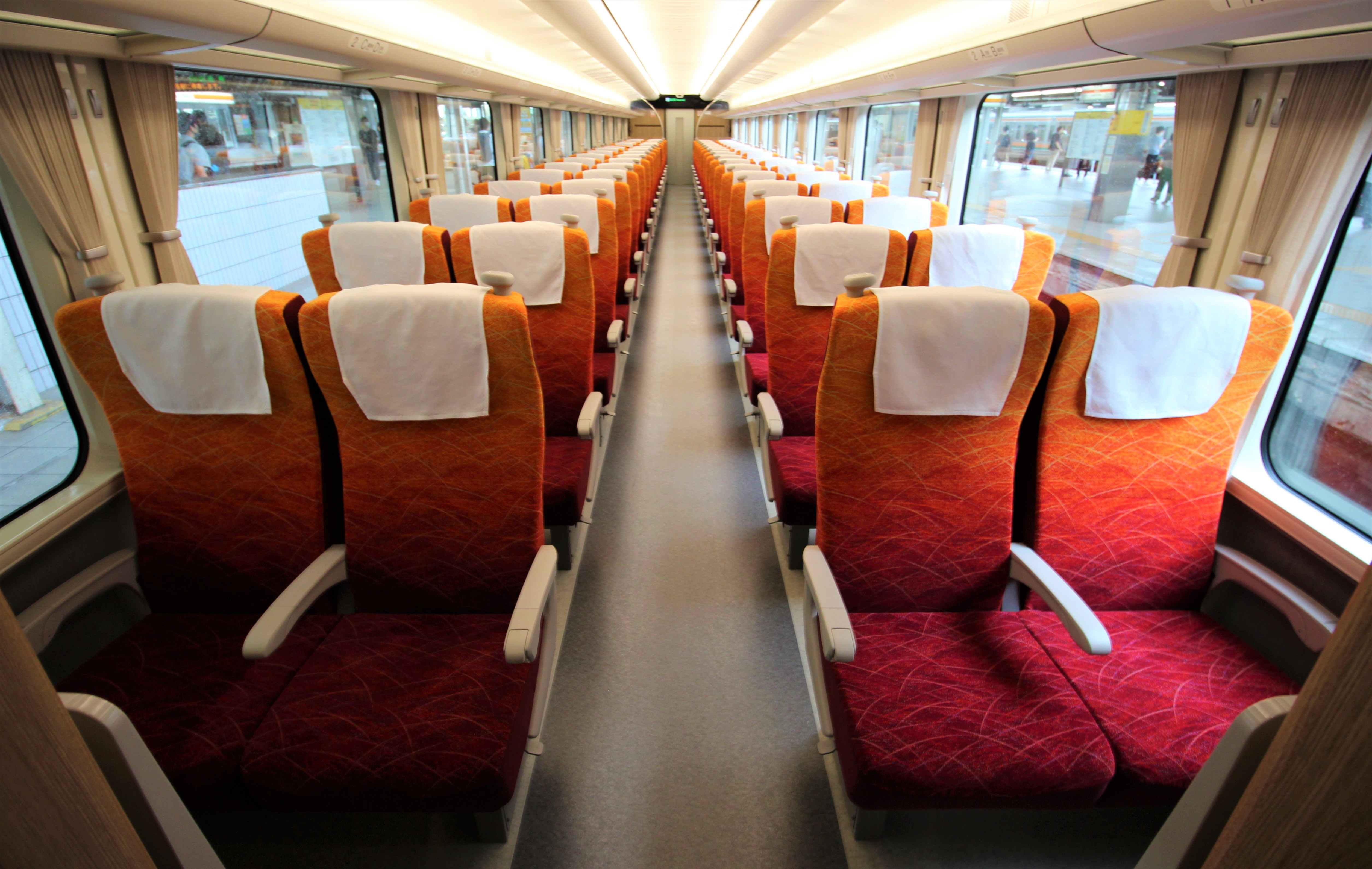
Espace voyageurs.
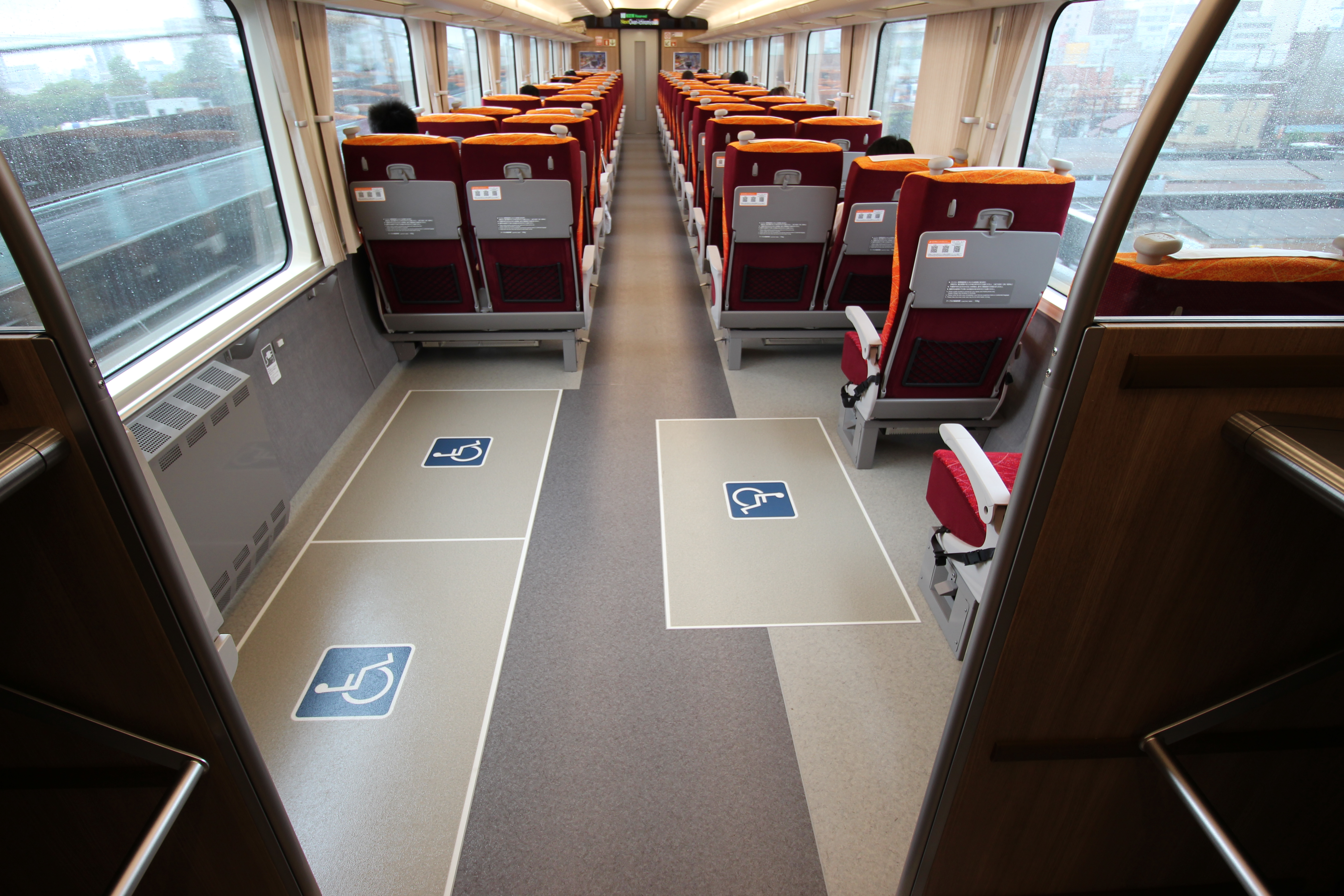
Espace réservé aux usagers en fauteuil roulant.
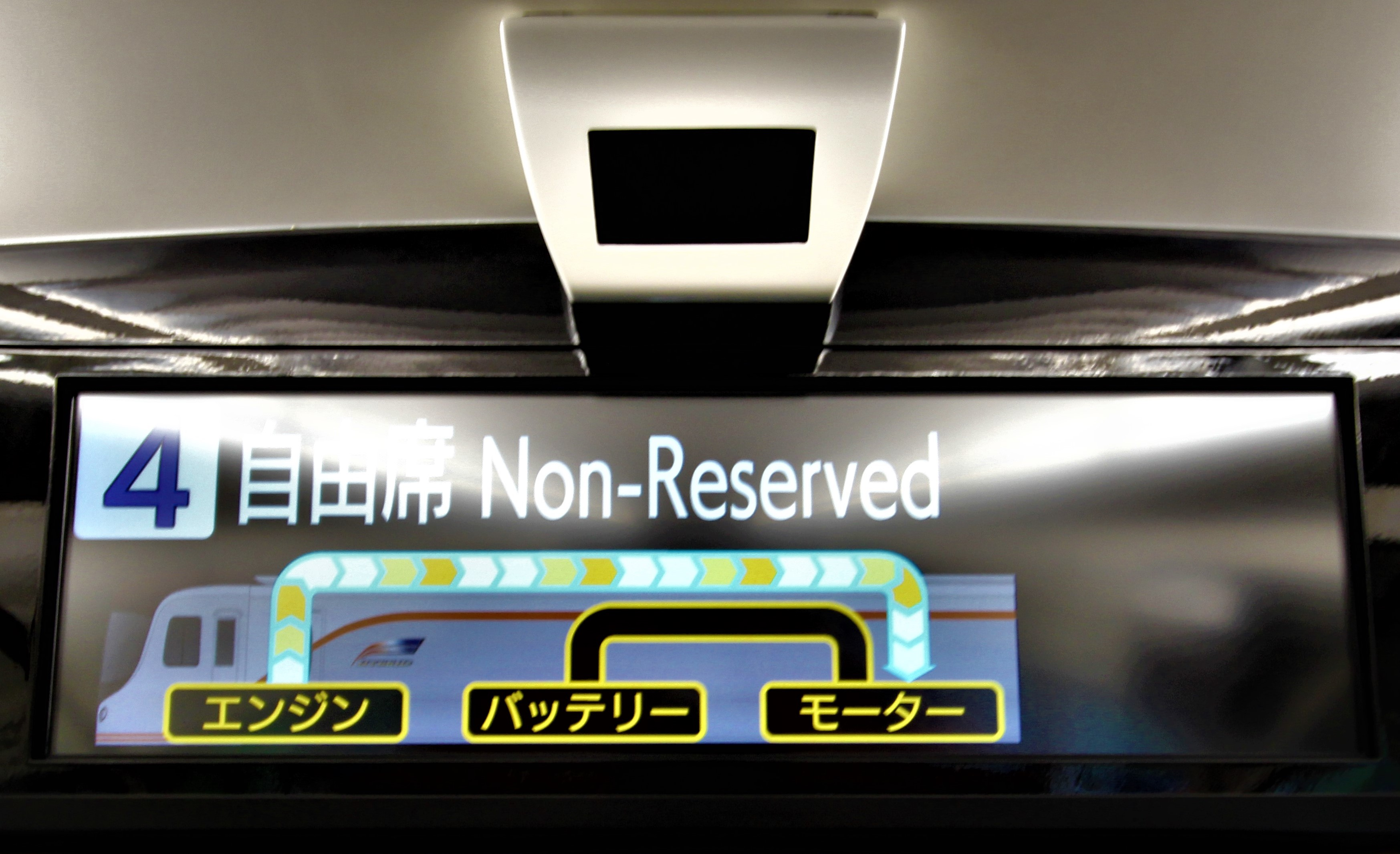
Écran LCD d'information.